# Jaime Sarlanga
Jaime Sarlanga, né le 24 février 1916 à Tigre (Buenos Aires) (Argentine) et mort le 24 août 1966, est un footballeur international et entraîneur argentin.
En neuf saisons à Boca Juniors, il inscrit 128 buts toutes compétitions confondues, menant son club à trois titres de champion d'Argentine.

## Carrière

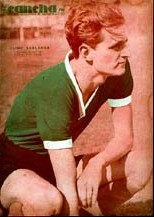
Sarlanga sous le maillot de Ferro Carril Oeste

Sarlanga commence sa carrière en 1935 dans le club de sa ville natale, le Club Atlético Tigre, puis rejoint Ferro Carril Oeste à Buenos Aires où il fait preuve d'une grande efficacité en attaque.
En 1940, il est recruté par Boca Juniors, avec lequel il confirme ses talents de buteur. Meilleur buteur des Xeneizes pendant quatre saisons (21 buts en 1940, 18 en 1941, 12 en 1942 et 22 en 1943), il contribue largement à la conquête des trois championnats (en 1940, 1943 et 1944), ainsi que quatre coupes amicales. Pendant cette période, il est sélectionné à huit reprises en équipe nationale, pour laquelle il marque sept buts. 
Il quitte Buenos Aires en 1948 pour Gimnasia de La Plata, où il prend sa retraite sportive. En 1954, Sarlanga revient brièvement à Boca comme entraîneur, d'abord comme adjoint d'Ernesto Lazzatti puis comme entraîneur principal, sans connaître de succès.